# 82 (numero)
Ottantadue (cf. latino octoginta duo, greco δύο καὶ ὀγδοήκοντα) è il numero naturale dopo l'81 e prima dell'83.

## Proprietà matematiche
- È un numero pari.
- È un numero composto dai seguenti divisori: 1, 2 e 41. Poiché la somma dei relativi divisori è 44 < 82, è un numero difettivo.
- È un numero di Ulam.
- È un numero semiprimo.
- È parte delle terne pitagoriche (18, 80, 82), (82, 1680, 1682).
- È un numero palindromo nel sistema di numerazione posizionale a base 3 (10001) e in quello a base 9 (101).
- È un numero felice.
- È un numero intero privo di quadrati.

## Astronomia
- 82P/Gehrels è una cometa periodica del sistema solare.
- 82 Alkmene è un asteroide della fascia principale del sistema solare.
- NGC 82 è una stella della costellazione di Andromeda.

## Astronautica
- Cosmos 82 è un satellite artificiale russo.

## Chimica
- È il numero atomico del Piombo (Pb).

## Fisica
- È il sesto numero magico in fisica nucleare

## Simbologia

### Smorfia
- Nella smorfia il numero 82 è "La tavola imbandita".